# Грейс Мугабе
Грейс Маруфу (Marufu), в першому шлюбі Горераза (Goreraza), нині Мугабе (Grace Ntombizodwa Mugabe; нар. 23 липня 1965 у Беноні, ПАР) — зімбабвійська підриємиця та політична діячка. Перша леді Зімбавбе з 1996 до листопаду 2017 (у шлюбі з президентом Робертом Мугабе).

## Життєпис
Народилася у родині уродженців Чиву, що проживали в ПАР в статусі гастарбайтерів.
1970 року разом з матір'ю Грейс Маруфу повернулася до Зімбабве, закінчила початкову школу в Чиву і католицьку школу Кристе Мамбо в Манікаланді.
Одружилася з пілотом Повітряних сил Зімбабве Стенлі Гореразом та жила в Муфакозі — передмісті Хараре. Народила сина Рассела.
В кінці 1980-х стала працювати друкаркою в президентській адміністрації, потім секретаркою президента Мугабе. Вступила з ним у стосунки, народила дочку Бону (1988) і сина Роберта.
1992 року померла перша дружина президента Саллі Франсеска Хейфрон, і через чотири роки вони одружилися. Незабаром народила третю дитину — Хатунга.
2014 року Грейс Мугабе обрана головою Жіночої ліги і членкинею політбюро ЗАНУ-ПФ.
З 2002 року внесена у санкційні списки США і ЄЕС.